# Eyalat d'Anatòlia
Anadolu fou un eyalat otomà que es va crear formalment al segle xviii, format pels principats turcs d'Anatòlia occidental i que abraçava la part occidental de la moderna Anatòlia, llavors Àsia Menor. La seva capital va ser la primera Ankara, però després es va traslladar a Kutahya. Es va establir el 1393.  al centre d'Anatòlia, però després es va traslladar a Kütahya a l'oest d'Anatòlia. La seva àrea informada al segle XIX era de 170,430 K2.
Es considera que l'establiment de la província d'Anatòlia va ser el 1393, quan el sultà Bayezid I (r. 1389–1402) va nomenar Kara Timurtash com a beylerbey' ' i el virrei es trobava a Anatòlia, durant l'absència de Bayezid a la campanya a Europa contra Mircea I de Valàquia. La província d'Anatòlia, anomenada inicialment beylerbeylik o genèricament vilayet  ("província"), només després de 1591 es va utilitzar el terme eyalet—va ser el segon que es va formar després de la Rumelia Eyalet , i classificats en conseqüència a la jerarquia de les províncies. La primera capital de la província va ser Ankara, però a finals del segle XV es va traslladar a Kütahya.
Com a part de les reformes Tanzimat, l'Anatolia Eyalet es va dissoldre  i es va dividir en províncies més petites, tot i que diversos estudiosos donen dates contradictòries per a la dissolució, des del 1832 fins al 1864.
Aquest eyalat va donar nom per extensió a tota l'Àsia Menor. L'eyalat fou suprimit per la llei de 7 de novembre de 1864 i es van crear els wilayets de Khudavendigar, Aydın, Ankara i Kastamonu. Estava dividit en liwas o sandjaks:
- Germiyan, capital Kütahya
- Sarukhan, capital Manisa (abans Maghnisa)
- Aydın, capital Tire
- Menteshe, capital Mughla
- Tekeoğulları, capital Antalya
- Hamid, capital Isbarta
- Karahisar-i Sahib, capital Afyonkarahisar (abans Kara Hisar)
- Sultanönü, capital Eskişehir
- Ankara, capital Ankara (també anomenada Engüri)
- Kankiri, capital Çankırı
- Kastamoni, capital Kastamonu (abans Kastamoni)
- Bolu Sancağı, capital Bolu (abans Boli)
- Khudavendigar, capital Bursa
- Kocaeli Sancağı, capital Izmit (abans Iznikomid)
- Sandjaks sota autoritat del Kapudan Paixà:
  - Karasi, capital Balıkesir
  - Biga, capital Biga
  - Sughla, capital Izmir